# أيتور سانز
أيتور سانز (بالإسبانية: Aitor Sanz)‏ (13 سبتمبر 1984 بمدريد في إسبانيا - ) هو لاعب كرة قدم إسباني في مركز الوسط. لعب مع ريال أوفييدو وريال يونيون ونادي تينيريفي ونادي سان سباستيان دي لوس رييس ونادي سمورة.

## روابط خارجية
- أيتور سانز على موقع قاعدة بيانات كرة القدم.إي يو (الإنجليزية)
- أيتور سانز على موقع Soccerway.com (الإنجليزية)
- أيتور سانز على موقع AS.com (الإسبانية)